# Pierre Cahuzac
Pour les articles homonymes, voir Cahuzac.
Pierre Cahuzac (dit Cahu) est un footballeur international et entraîneur français, né le 3 juillet 1927 à Saint-Pons (Hérault) et mort le 31 août 2003 à Lavaur (Tarn).

## Biographie

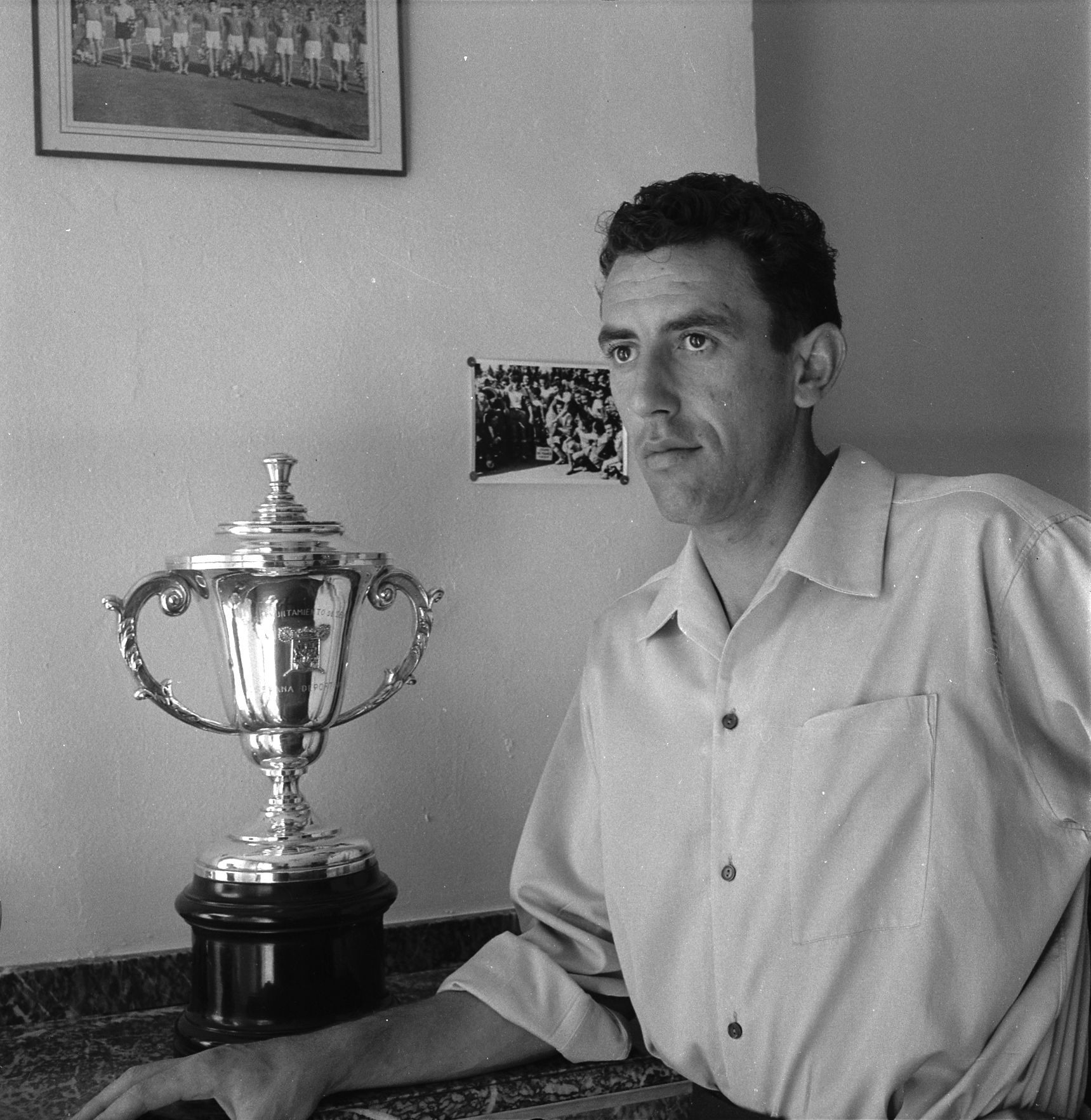
Pierre Cahuzac en 1959.

Son principal fait d'armes est l'épopée européenne du SEC Bastia qu'il amène en finale de la Coupe UEFA 1977-1978. La saison précédente, le club avait terminé à la troisième place du championnat, meilleur résultat de son histoire. Il entraîne ensuite Toulouse qu'il fait remonter en première division en 1982 après quinze ans d'absence. 
Il est mis sur la touche après la 20e journée saison 1982-83 et un cinglant 2-6 infligé par le FCSM où le jeune Stopyra évolue. Daniel Jeandupeux prendra le relais. 
Une des tribunes du stade Armand Cesari de Furiani porte son nom depuis le 18 décembre 2005 : celle Ouest, où les Guerrieri Turchini constituent un noyau de supporters fidèles.
Un stade à son nom a été inauguré en mars 2018 à Ajaccio.
Son petit-fils Yannick Cahuzac évolue au SC Bastia de  2005 à 2017, au poste de milieu défensif, dont il fut un capitaine emblématique du club.

## Carrière

### Joueur
- 1951-1952 :  AS Béziers
- 1952-1961 :  Toulouse FC
- 1961-1971 :  Gazélec Ajaccio

### Entraîneur
- 1961- déc. 1971 :  Gazélec Ajaccio (entraîneur-joueur)
- déc. 1971-1979 :  SEC Bastia
- 1979- déc 1982 :  Toulouse FC
- oct. 1984-1985 :  Olympique de Marseille

## Palmarès

### Joueur
- 2 sélections en équipe de France A en 1957[2]
- Vice-Champion de France en 1955 avec le Toulouse FC
- Champion de France de D2 en 1953 avec le Toulouse FC
- Vainqueur de la Coupe de France en 1957 avec le Toulouse FC
- Champion de France Amateur (1963, 65, 66 et 68) avec le GFC Ajaccio

### Entraîneur
- Finaliste de la Coupe UEFA en 1978 avec le SEC Bastia
- Finaliste de la Coupe de France en 1972 avec le SEC Bastia
- Vainqueur du Challenge des Champions en 1972 avec le SEC Bastia
- Troisième du championnat de France en 1977 avec le SEC Bastia
- Champion de France de D2 en 1982 avec le Toulouse FC
- Champion de France amateurs en 1963, 1965, 1966 et 1968 avec le Gazélec Ajaccio (entraîneur-joueur en 1963[3])
- Champion de Corse amateurs en 1961 avec le Gazélec Ajaccio

### Distinctions personnelles
- Élu entraîneur de l’année par le magazine France football en 1974 et 1977
- Entraîneur du XXe siècle du SC Bastia, élu par les supporters en 2005
- Entraîneur du XXe siècle du GFCO Ajaccio, élu par les supporters en 2001